# Су Ліхуї
Ліхуї Су (кит.: 苏丽慧; нар. 6 листопада 1985) — китайська борчиня вільного стилю, дворазова срібна призерка чемпіонатів світу, чемпіонка та триразова срібна призерка чемпіонатів Азії, володарка та срібна призерка Кубків світу, володарка Кубку Азії.

## Життєпис
Боротьбою почала займатися з 2000 року. 
Виступала за борцівський клуб Гуандуну. Тренер — Чжан Сіює.

## Спортивні результати на міжнародних змаганнях

### Виступи на Чемпіонатах світу
| Змагання                        | Збірна | Вагова категорія          | Місце  |
| ------------------------------- | ------ | ------------------------- | ------ |
| Чемпіонат світу з боротьби 2005 | КНР    | жіноча боротьба, до 55 кг | Срібло |
| Чемпіонат світу з боротьби 2006 | КНР    | жіноча боротьба, до 59 кг | Срібло |
| Чемпіонат світу з боротьби 2007 | КНР    | жіноча боротьба, до 59 кг | 13     |

### Виступи на Чемпіонатах Азії
| Змагання                       | Збірна | Вагова категорія          | Місце  |
| ------------------------------ | ------ | ------------------------- | ------ |
| Чемпіонат Азії з боротьби 2004 | КНР    | жіноча боротьба, до 59 кг | Золото |
| Чемпіонат Азії з боротьби 2005 | КНР    | жіноча боротьба, до 55 кг | Срібло |
| Чемпіонат Азії з боротьби 2006 | КНР    | жіноча боротьба, до 59 кг | Срібло |
| Чемпіонат Азії з боротьби 2007 | КНР    | жіноча боротьба, до 55 кг | Срібло |

### Виступи на Азійських іграх
| Змагання           | Збірна | Вагова категорія          | Місце |
| ------------------ | ------ | ------------------------- | ----- |
| Азійські ігри 2006 | КНР    | жіноча боротьба, до 55 кг | 5     |

### Виступи на Кубках світу
| Змагання                    | Збірна | Вагова категорія          | Місце  |
| --------------------------- | ------ | ------------------------- | ------ |
| Кубок світу з боротьби 2004 | КНР    | жіноча боротьба, до 59 кг | Золото |
| Кубок світу з боротьби 2006 | КНР    | жіноча боротьба, до 55 кг | Срібло |

### Виступи на Кубках Азії
| Змагання                   | Збірна | Вагова категорія          | Місце  |
| -------------------------- | ------ | ------------------------- | ------ |
| Кубок Азії з боротьби 2003 | КНР    | жіноча боротьба, до 59 кг | Золото |

### Виступи на інших змаганнях
| Змагання                  | Збірна | Вагова категорія          | Місце  |
| ------------------------- | ------ | ------------------------- | ------ |
| Тестовий турнір FILA 2004 | КНР    | жіноча боротьба, до 59 кг | Золото |